# 小布施町立図書館まちとしょテラソ
小布施町立図書館 まちとしょテラソ（おぶせちょうりつとしょかん まちとしょテラソ）は、長野県上高井郡小布施町にある町立図書館である。

## 概要
- 所在地 - 長野県上高井郡小布施町小布施1491-2
- 建物
  - 配置
    - コンシェルジュカウンター・サービスカウンター
    - 書架・児童コーナー
    - 閲覧席・調査閲覧室・多目的室・視聴覚コーナー
    - カフェコーナー・授乳コーナー
- 開館時間
  - 平日　　　9:00 - 19:00
  - 土日祝日　9:00 - 17:00
- 休館日
  - 火曜日、月末蔵書整理日、蔵書整理日、年末年始

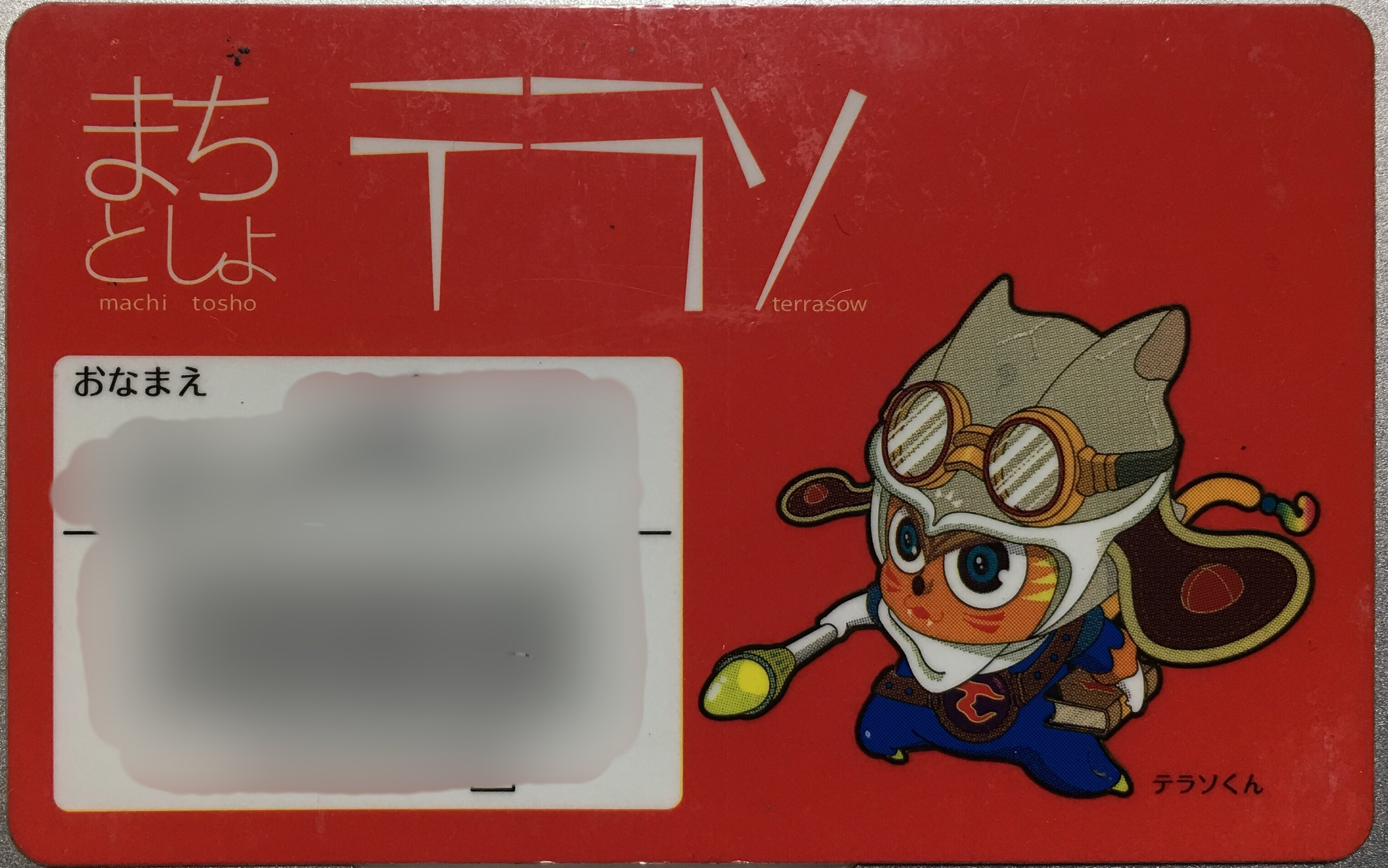
まちとしょテラソの利用カード

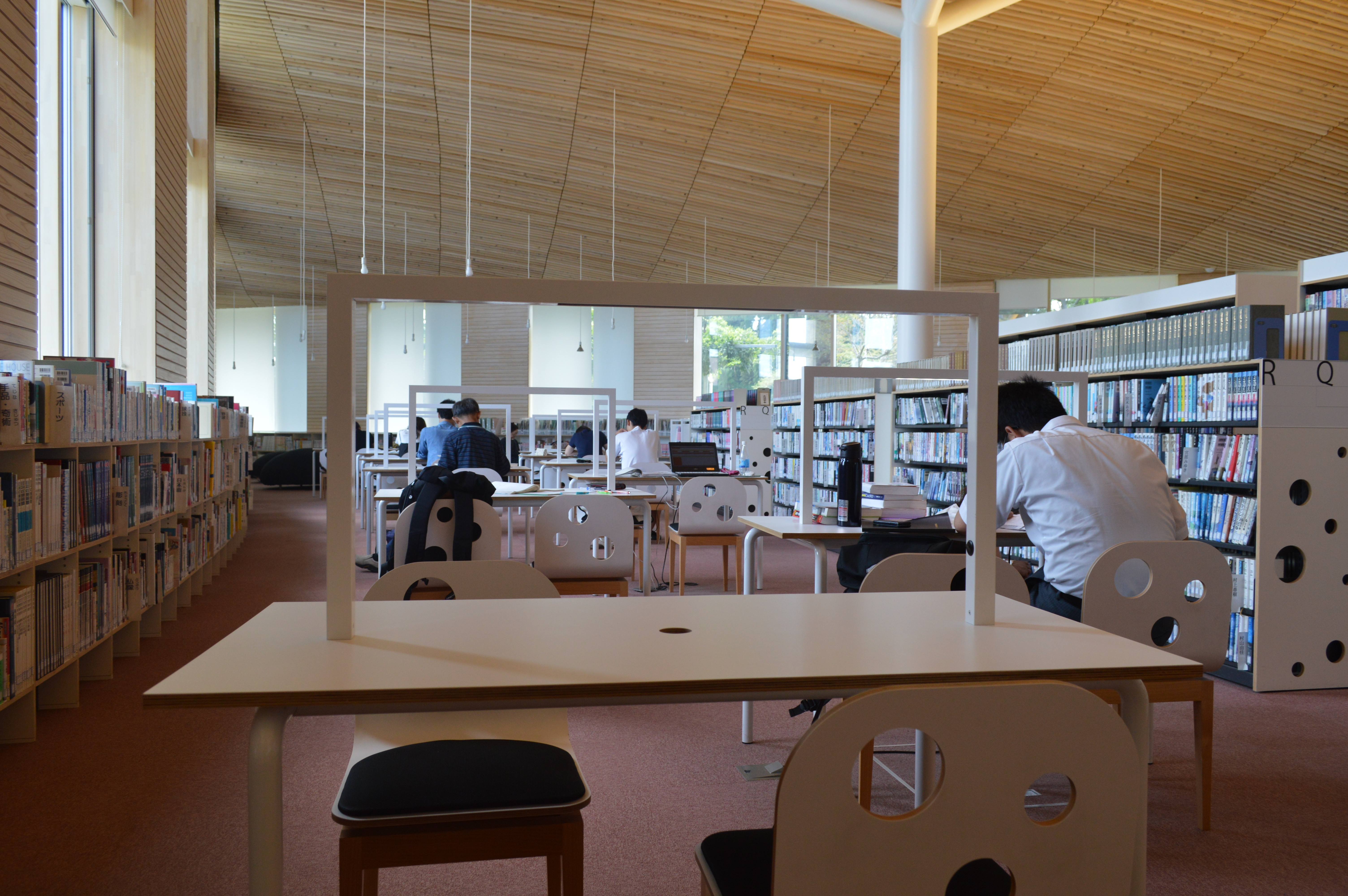
館内の様子

## 沿革

### まちとしょテラソ開館前（1923-2009）
1923年（大正12年）11月18日、裕仁皇太子の成婚記念と学制発布50年を記念し村立小布施記念図書館として、小布施尋常高等小学校第5校舎の2階に創設。校門の門柱には「村立小布施記念図書館」の看板が設置されていた。小学校の中に設置されたことにより、授業にも図書館の利用が組み込まれた。また、村内の結婚者は図書館を充実させるための記念金を寄付する習わしがあった。1924年（大正13年）には高井鴻山が所蔵していた書籍を中心に寄贈を受け「鴻山文庫」を設置。2017年4月現在、保管が続けられている。館内には鎌田栄吉が図書館のために書いた「文質彬彬」の書が掲げられていた。
1948年（昭和23年）、小布施村公民館の設置により公民館内に図書館を移転。公民館の館長には詩人の林柳波が就任し図書館長も兼務した。副館長には『小布施人物志』の著者である市村鷹雄が就任した。
1951年（昭和26年）、図書館法施行に伴い村立小布施図書館として発足。1959年（昭和34年）11月、小布施町の庁舎を新築。庁舎の隣には公民館が設置され1階部分に図書閲覧室が設けられた。1960年（昭和35年）、図書館設置条例により小布施町立図書館と名称を変更。1972年（昭和47年）、旧都住小学校の南校舎を改装し移転、公民館併設から独立館となる。1973年（昭和48年）、小布施町立図書館創立50周年の記念事業として「小布施町史」が編さんが計画された。
1979年（昭和54年）、小布施町役場の3階に図書館を竣工。町の中心部に位置していたが、エレベーターがない建物の3階であったため利用しづらいという意見もあった。1991年（平成3年）には「第三次小布施町総合計画」策定時に移転・新築について記載され、以降の総合計画でも検討が行われた。
2006年（平成18年）には「図書館のあり方検討会」が公募により設置され、2007年（平成19年）3月に「図書館のあり方検討会報告書」が完成。この報告書について町政懇談会として各自治会などと意見交換を行った。2007年（平成19年）「新しい小布施町立図書館の基本構想（案）」を作成。町報を用いた発信など新図書館について町民の参加を募った。同年9月には館長と設計者の公募を実施。初代館長には花井裕一郎が就任した。
設計者はプロポーザルにより決定した。全国から166件の応募があり、2次審査として、2007年（平成19年）10月29日に北斎ホールにて5組による公開プレゼンテーションが行われた。審査の結果選定された古谷誠章の他には、藤原孝一、隈研吾、伊東豊雄、新居千秋が参加した。選定に際して建築家や図書館関係者に加えて、住民代表として2名が審査を行った。
用地は幼稚園として使われていた建物の跡地に決定した。工事着工が2008年（平成20年）8月に決まった際には、旧幼稚園のおわかれセレモニーが実施された。
新図書館の愛称決定には全国公募が行われた。224点の候補すべてを小布施町役場の玄関、図書館公式ブログにて公開。町民の投票を受けて図書館建設委員会が検討し、まちとしょテラソに決定した。旧図書館の愛称である「町図書」という言葉に「待ち合わせの場」など複数の意味を持たせるために平仮名表記のまちとしょが採用された。テラソには、設計者である古谷誠章の「闇夜を照らす行灯のような存在に」という考えから「照らそう」や、ラテン語で地球や大地を意味するterra、英語で種をまくという意味のsowなど様々な意味を持たせている 。

### まちとしょテラソ開館後（2009-）
2009年（平成21年）7月17日 、まちとしょテラソ開館。
2011年（平成23年）11月12日  知的資源イニシアティブ主催、Library of the Year 2011大賞を受賞。2012年（平成24年）7月30日、日本図書館協会主催、第28回日本図書館協会建築賞を受賞。同年12月10日、日本建築美術工芸協会主催、第22回AACA賞を受賞。2013年（平成25年）には「死ぬまでに行きたい世界の図書館15」に選ばれた。
初代館長の花井裕一郎は、開館前の2007年（平成19年）12月から2009年（平成21年）7月まで新図書館準備室に勤務、まちとしょテラソ開館後は2012年（平成24年）11月まで館長を務めた。2013年（平成25年）8月からは公募で33人の中から選ばれた関良幸が館長を務めている。専属館長不在の期間は教育長が図書館長を兼務した。
2013年（平成25年）4月24日に開館した小布施町文書館には旧図書館跡地が使われている。

## 建築
地上1階建て、鉄骨造。屋根のデザインについて設計者の古谷誠章は「まちの周囲のやさしい山の形」から取ったと述べている。西側にはサクラの老木を避けるようにして作られた光庭がある。外壁の薄黄色は小布施町の名産である栗や小布施堂の落雁、土壁などから選ばれた。
屋根を支えているのは木をモチーフにした3本の鉄骨柱。館内の間仕切りは少なく、巨大なワンルームのような構成であり、扉がある部屋では半透明の扉を使い、室内の気配を感じ取れるようにしている。本棚は既製のものにオリジナルの側板を加えており、閲覧机と椅子は新たにNASCAによってデザインされた。　

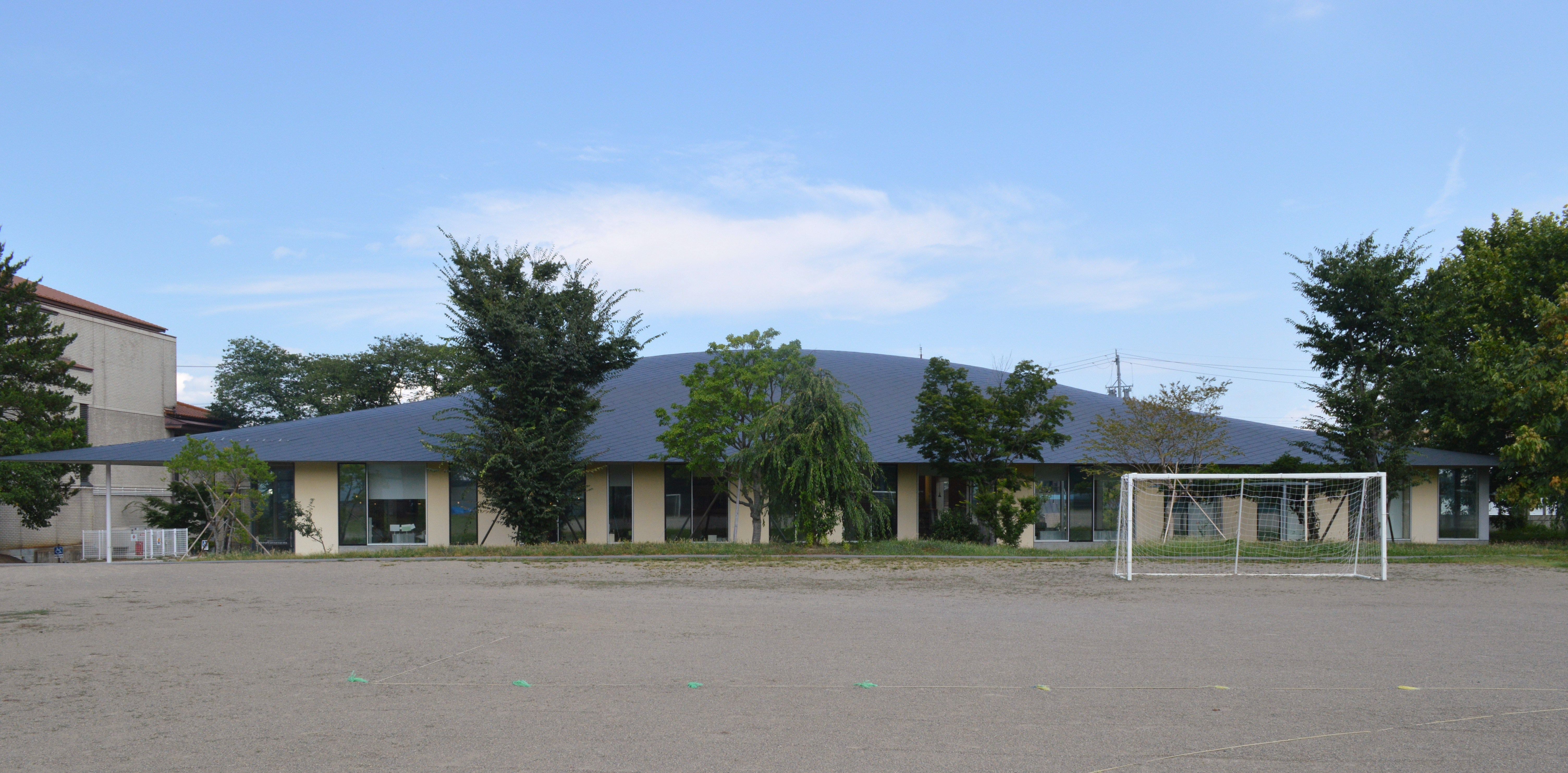
外観

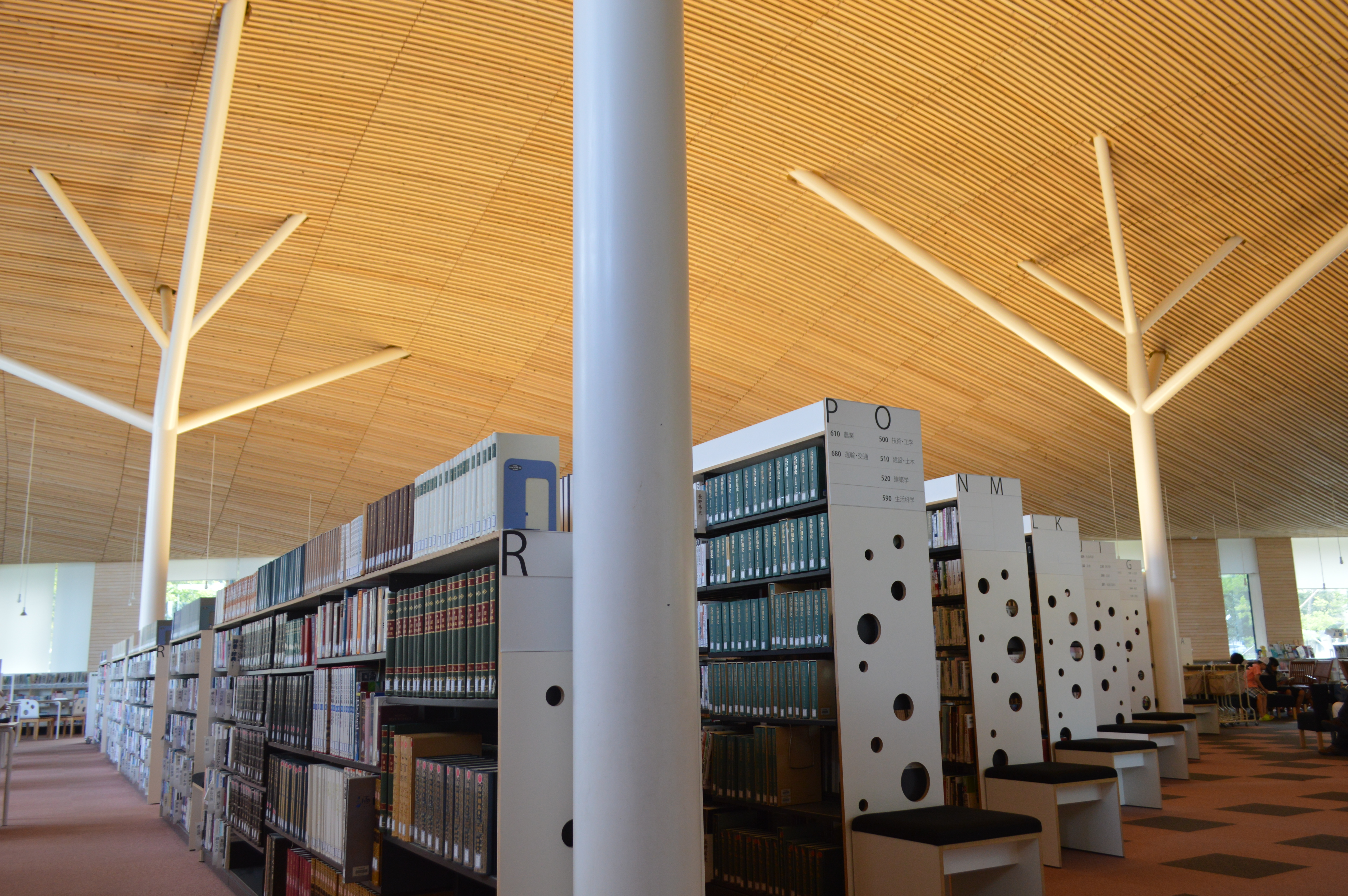
木のように枝分かれして屋根を支える柱

## 主な取り組み

### まちじゅう図書館

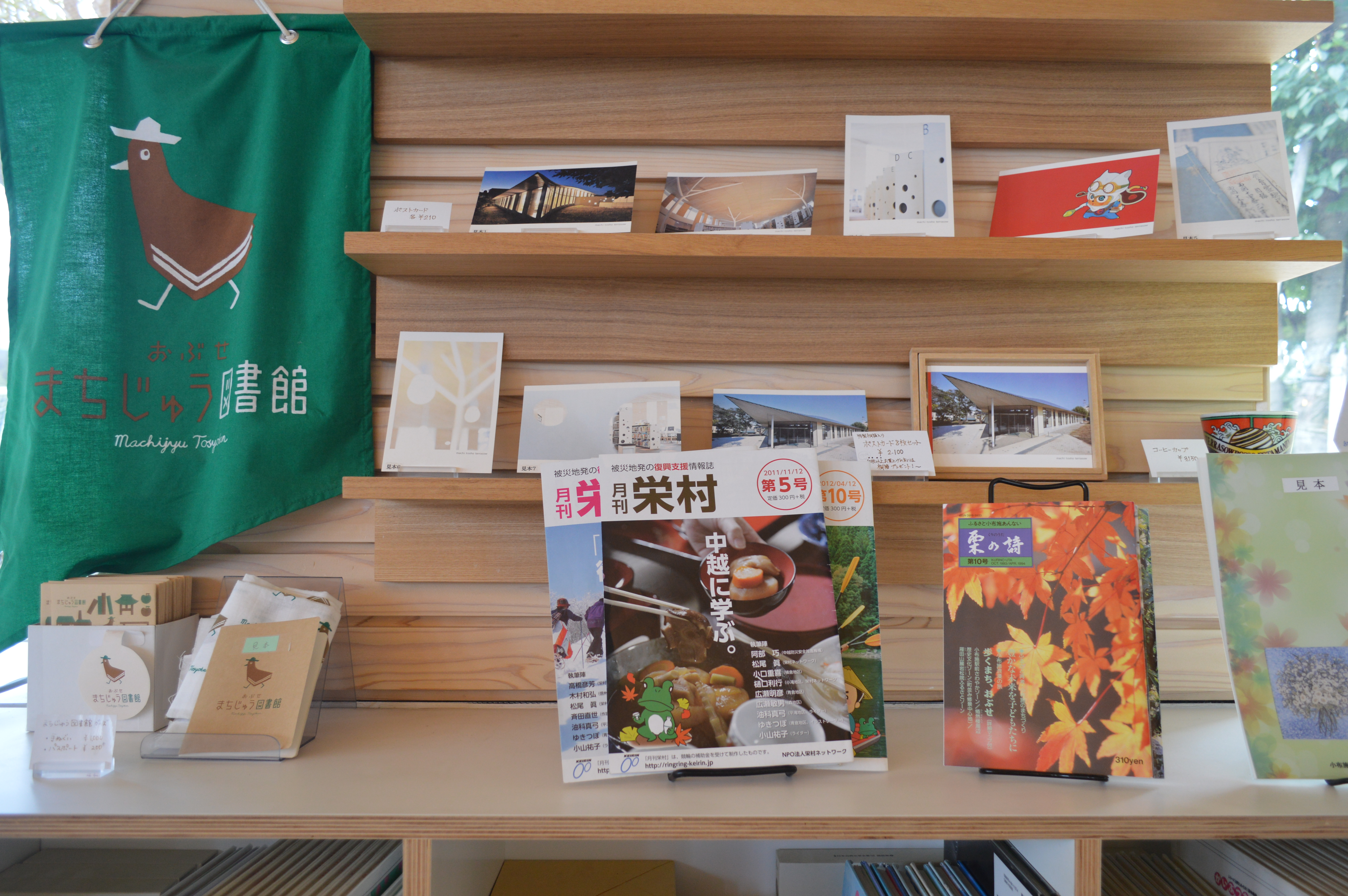
まちじゅう図書館

まちじゅう図書館は、個人宅や店舗の一角に本棚を設置し来訪者が自由に本を楽しめる取り組みであり、本をきっかけに人と人との交流が生まれることを目的としている。2012年（平成24年）10月20日に10の参加館で始まった。発案者は設計者の古谷誠章。2007年（平成19年）の設計者選定プロポーザルに提出したプランが元になっている。古谷の案ではICタグを利用した本の管理を目指していた。
まちじゅう図書館では、参加する店舗や住宅を図書館と考え、そこの主を館長と呼んでいる。登録が100館になった際には、小布施町を「本のまち」として宣言することを目指している。開始に合わせてキャラクター「オブセドリ」が考案され、参加館には「オブセドリ」が描かれたフラッグが目印として掲げられている。

### デジタルアーカイブ
小布施正倉は、小布施町についてのデータベースであり、高井鴻山記念館とおぶせミュージアム・中島千波館の所蔵作品の検索が可能。作成にあたり美術館の学芸員による情報を元に図書館スタッフがデータ化を行なった。
小布施人百選は、2009年（平成21年）に開始された、小布施町に関わる方のオーラルヒストリーを映像と書物で保存する取組である。対象一人につき3回、各回2時間のインタビューを行い記録している。2017年（平成29年）4月現在は公開されていない。

### 花の童話大賞
2代目館長の関は「元編集者として、図書館を”表現する人たちを応援する場”にしたいとの思いで運営しています」と述べており、2014年（平成26年）には小布施町の町制施行60周年、小布施町立図書館創立90周年、まちとしょテラソ開館5周年を記念し「花の童話大賞」を開催。花をテーマにした童話を公募し、全国から1040編の応募があった。大賞には朝日村の男性による「ウルトラ」という作品が選ばれた。2015年（平成27年）3月には、最終審査に残った30編を掲載した『花の童話大賞作品集』と、大賞受賞作である『ウルトラ』を刊行した。『ウルトラ』は2冊制作され、まちとしょテラソと作者が1冊ずつ所蔵している。

## 交通
- 長野電鉄小布施駅下車徒歩2分
- 自動車で来館の際は、小布施町役場の駐車場を利用